# Liste der Naturdenkmale in Zwenkau

Wappen von Zwenkau

Lage von Zwenkau

In der Liste der Naturdenkmale in Zwenkau werden die Einzel-Naturdenkmale, Geotope und Flächennaturdenkmale
im Stadtgebiet Zwenkau im Landkreis Leipzig und ihren Ortsteilen Döhlen, Großdalzig, Imnitz, Kleindalzig, Kleinstorkwitz, Kotzschbar, Löbschütz, Mausitz, Rüssen, Tellschütz und Zitzschen aufgeführt.
Bisher sind laut der angegebenen Quellen 3 Einzel-Naturdenkmal, 0 Geotope und 4 Flächennaturdenkmale bekannt und hier aufgelistet.
Die Angaben der Liste basieren auf Daten der Bekanntmachungs-Seite des Landkreises und den Daten auf dem Geoportal des Landkreises Leipzig.

## Definition
„Gesetz über Naturschutz und Landschaftspflege (BNatSchG), § 28 Naturdenkmäler:
 Naturdenkmäler sind rechtsverbindlich festgesetzte Einzelschöpfungen der Natur oder entsprechende Flächen bis zu fünf Hektar, deren besonderer Schutz erforderlich ist
1. aus wissenschaftlichen, naturgeschichtlichen oder landeskundlichen Gründen oder
2. wegen ihrer Seltenheit, Eigenart oder Schönheit.“

„SächsNatSchG, § 18 Naturdenkmäler (zu § 28 BNatSchG):
1. Die Erklärung nach § 22 Abs. 1 BNatSchG von Teilen von Natur und Landschaft als Naturdenkmal erfolgt durch Rechtsverordnung oder Einzelanordnung.
2. Über § 28 Abs. 1 BNatSchG hinaus können Naturdenkmäler zur Sicherung von Lebensgemeinschaften oder Lebensstätten von im Bestand gefährdeten oder streng geschützten Arten festgesetzt werden.“

## Legende
- Bild: zeigt ein vorhandenes Foto des Naturdenkmals.
- ND/GEO/FND-Nr: zeigt die jeweilige Nr. des Objekts – ND (Einzel-)Naturdenkmal, GEO Geotope oder FND (Flächen-Naturdenkmal)
- Beschreibung: beschreibt das Objekt näher
- Koordinaten: zeigt die Lage auf der Karte
- Quelle: Link zur Referenzquelle

## (Einzel-)Naturdenkmale (ND)
| Bild           | ND-Nr. | Ortsteil   | Alter         | Beschreibung                                                                                 | Koordinaten                                       | Quellen                       |
| -------------- | ------ | ---------- | ------------- | -------------------------------------------------------------------------------------------- | ------------------------------------------------- | ----------------------------- |
| Bild gesucht   | ND 136 | Tellschütz | ca. 450 Jahre | Winter-Linde (Tilia cordata), ehemalige Gerichtslinde, auf Grundstück Am Ring 2, neben Anger | 51° 11′ 54″ N, 12° 16′ 17″ O Flurstück-Nr. 39/2)  | SG Naturschutz: VO 2020-07-15 |
| Weitere Bilder | ND 137 | Zwenkau    | unb.          | Stieleiche (Quercus robur) in der Ebertstraße neben Haus-Nr. 11                              | 51° 13′ 5″ N, 12° 19′ 55″ O Flurstück-Nr. 1439/1) | SG Naturschutz: VO 2021-04-19 |
| Weitere Bilder | ND 138 | Zwenkau    | 300–400 Jahre | Gemeine Eibe (Taxus baccata) im Garten von Marktstraße 1 (gegenüber Pfarrgasse Nr. 7)        | 51° 13′ 0″ N, 12° 19′ 25″ O Flurstück-Nr. 32/3)   | SG Naturschutz: VO 2020-07-15 |

## Flächennaturdenkmale
| Bild                       | FND-Nr.   | Name                                | Beschreibung | Verordnet  | Fläche     | Koordinaten                  | Quellen                         |
| -------------------------- | --------- | ----------------------------------- | --- | ---------- | ---------- | ---------------------------- | ------------------------------- |
| ehem. Absetzteich, Zwenkau | l_la: 115 | Absetzteich und kleiner Wiesenteich | regenerierter ehemaliger Absetz-Teich (sog. Brabak-Lache) mit Insel und kleinen Wiesenteich am Grundgraben östlich neben Weiße Elster-Altwasser südlich der Bundesstraße B186                          | 21.05.1980 | 61.862 m²  | 51° 12′ 20″ N, 12° 18′ 39″ O | Beschluss RdK Leipzig 67-10/80  |
| Bild gesucht               | l_la: 116 | Große Lache (Imnitz)                | Auenwaldteich am Weiße Elster-Altwasser südlich der Bundesstraße B186 am Abfluss Alte Elster | 21.05.1980 | 42.627 m²  | 51° 12′ 24″ N, 12° 18′ 27″ O | Beschluss RdK Leipzig 67-10/80  |
| Park Imnitz, Zwenkau       | l_la: 117 | Park Imnitz                         | Park am ehemaligen Herrenhaus (Gutsweg 17) des Ritterguts Imnitz, eingebunden im Landschaftsschutzgebiet Elsteraue südlich Zwenkau mit wertvollen Altbaumbeständen in naturschutzfachlicher Betreuung. | 05.09.1973 | 106.046 m² | 51° 12′ 36″ N, 12° 19′ 5″ O  | Beschluss RdK Leipzig 120-18/73 |
| Bild gesucht               | l_la: 118 | Sumpflache (Imnitz)                 | erhalten gebliebener Auenwaldsumpf am Ostrand Weiße Elster-Altwasser südlich Bundesstraße B186 | 21.05.1980 | 94.903 m²  | 51° 12′ 10″ N, 12° 18′ 31″ O | Beschluss RdK Leipzig 67-10/80  |